# Гілберт Кассіді Гавінг
Гілберт Кассіді Гавінг (англ. Gilbert Cassidy Gawing, малай. Gilbert Cassidy Gawing; нар. 3 березня 1977, Мірі) — малайзійський футболіст, який грав на позиції півзахисника. Відомий за виступами в клубі «Саравак» та національній збірній Малайзії.

## Футбольна кар'єра
Гілберт Кассіді Гавінг народився в місті Мірі в Сараваку, та розпочав займатися футболом у школі клубу «Саравак». У 1997 році Гавінг у складі молодіжної збірної Малайзії брав участь у домашньому молодіжному чемпіонаті світу, на якому малайзійська молодіжка не зуміла подолати груповий етап. У 1998 році футболіста залучили до складу команди «Олімпік 2000», створеної для підготовки олімпійської збірної Малайзії, проте на Олімпійські ігри команда не пробилась.
У 2000 році Гавінг повернувся до складу клубу «Саравак», у якому виступав до завершення виступів на футбольних полях у 2006 році. Одночасно футболіст з 1998 до 2003 роках грав у складі національної збірної Малайзії, за яку провів 8 матчів, у яких відзначився 2 забитими м'ячами.